# 아이 앰 마이클
아이 앰 마이클(I am Michael)은 미국에서 제작된 저스틴 켈리 감독의 2015년 드라마 영화이다. 제임스 프랭코 등이 주연으로 출연하였고 제임스 프랭코 등이 제작에 참여하였다.
알려진 다른 제목으로 마이클이 있다.

## 출연

### 주연
- 제임스 프랭코
- 재커리 퀸토
- 엠마 로버츠

### 조연
- 대릴 한나
- 레븐 램빈
- 에반 조지아
- 레슬리 앤 워렌
- 아나 오렐리
- 데븐 그레이
- 찰리 카버
- 제나 리 그린
- 제퍼슨 메이즈
- 에비 톰슨
- 블레이크 리
- 카노아 구
- 제이콥 로브
- 리마 샘팻
- 블레이크 영-파운테인
- 레이몬드 T. 윌리엄스
- 다니엘 폴로

## 제작진
- 제작총괄: 구스 반 산트
- 미술: 마이클 바턴